# Nokia 3310
Das Nokia 3310 ist ein Mobiltelefon der Firma Nokia. Es wurde am 1. September 2000 angekündigt und im vierten Quartal des Jahres 2000 veröffentlicht.
Anfang 2017 wurde von HMD Global eine neue Version als Feature Phone auf den Markt gebracht, unverändert für das 2G-Netz (GSM).

## Beschreibung
Das 3310 war das Nachfolgemodell des sehr erfolgreichen Nokia 3210, ebenfalls für da 2G-Netz (GSM). Hauptsächliche Neuerungen waren das geringere Gewicht, der integrierte Vibrationsalarm und der größere Speicherplatz für Klingeltöne. Zudem konnte das 3310 mit einem Lithium-Ionen-Akku ausgestattet werden, der das Gewicht des Mobiltelefons verringerte und die Ladezeit deutlich verkürzte.

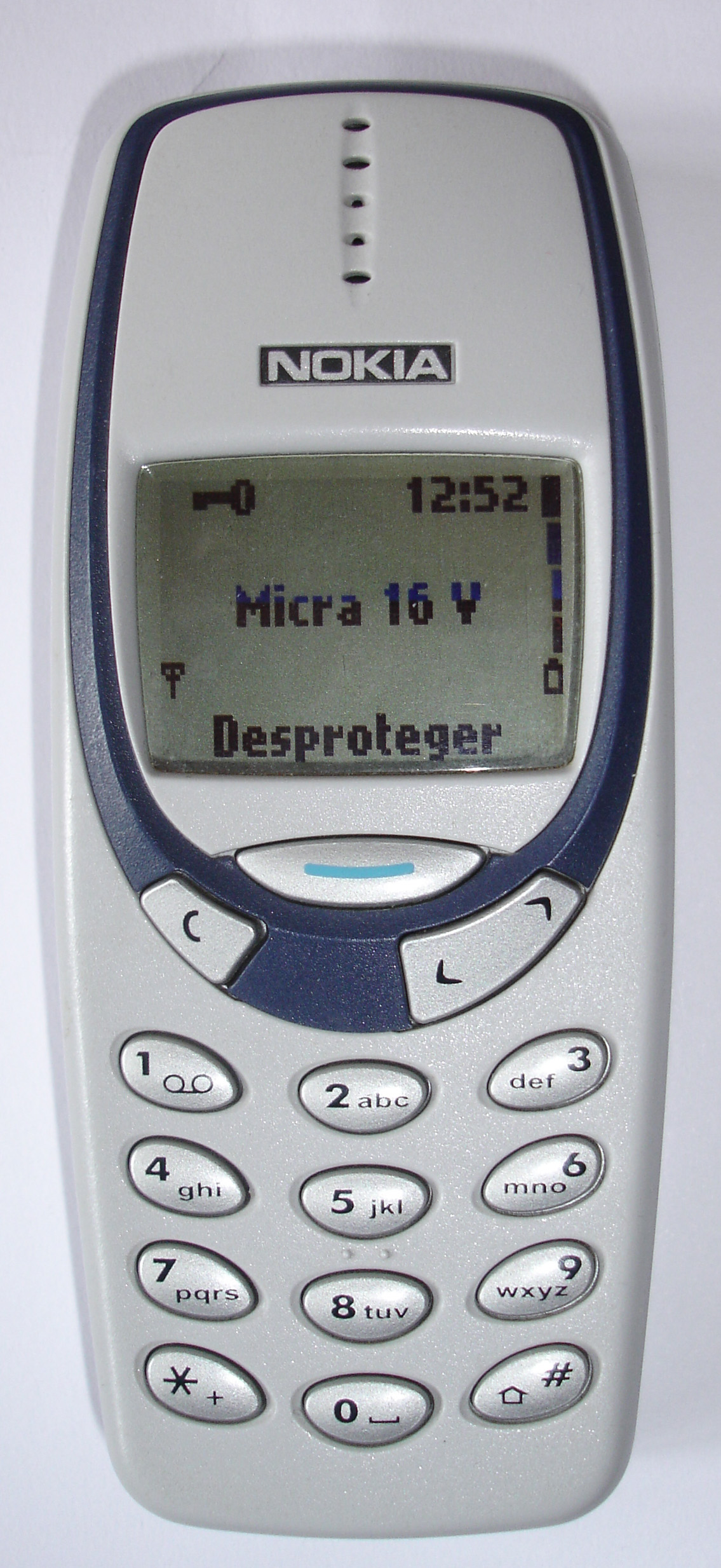
Nokia 3330

Das Nokia 3310 erfreute sich großer Beliebtheit, konnte jedoch die Verkaufszahlen des Vorgängers nicht erreichen. Es konnte bis zur Einstellung 2005 insgesamt 126 Millionen Mal abgesetzt werden, während der Vorgänger 3210 auf über 160 Millionen verkaufte Einheiten kam. Es war eines der ersten Mobiltelefone, mit denen man verknüpfte Kurzmitteilungen versenden kann. Solche SMS ermöglichen durch das Zusammenfassen von bis zu drei SMS Texte mit bis zu 459 statt sonst nur 160 Zeichen, werden vom Netzbetreiber jedoch auch entsprechend als bis zu drei SMS berechnet.
Neben den Bildmitteilungen, die auch als Bildschirmschoner nutzbar sind, gibt es eine Erinnerungsfunktion sowie die vier Spiele Snake II, Pairs II, Space Impact und Bantumi.
Das Display zeigt maximal fünf Zeilen à 16 Zeichen an. Das Mobiltelefon besitzt einen Vibrationsalarm sowie 35 vordefinierte monophone Klingeltöne. Klingeltöne konnten auf das Mobiltelefon geladen oder selbst mit dem Klingelton-Editor geschrieben werden. Neu war auch eine Chat-Funktion, die die SMS in Chatform anzeigt.
Die Kontakte werden bei diesem Mobiltelefon ausschließlich auf der SIM-Karte hinterlegt. So war deren Anzahl stark eingeschränkt, da SIM-Karten bei Erscheinen des Gerätes üblicherweise nur 100 Kontakte speichern konnten. Moderne SIM-Karten verfügen über deutlich größere Speicher, wodurch das Fehlen eines Telefonbuches im Gerät heute weniger problematisch wäre.
Das Mobiltelefon unterstützt Sprachwahl für bis zu acht definierte Nummern. Xpress-on™-Cover ermöglichen das leichte Wechseln der Oberschale.
Auch heutzutage ist das Modell insbesondere wegen seines Rufes, „unzerstörbar“ zu sein, beliebt. Gleiches gilt für den Akku, welcher angeblich auch nach Jahrzehnten immer noch halten soll. Dieser Ruf wird im Internet besonders durch Memes etc. angefacht.

## Nachfolgemodelle
Später wurde das 3330 mit vergrößertem Speicher ausgeliefert, die größte Neuerung war die WAP-1.1-Fähigkeit. Außerdem hatte es ein integriertes Telefonbuch für 100 Kontakte, ein neues Spiel Bumper inkl. Online-High-Score per WAP, eine Option zum Vibrieren vor dem Klingeln sowie animierte Bildschirmschoner, welche jedoch nicht per Bildmitteilung austauschbar waren. 
Als Nachfolgemodelle können das Nokia 3410 und Nokia 3510 bezeichnet werden.

## Einzelnachweise

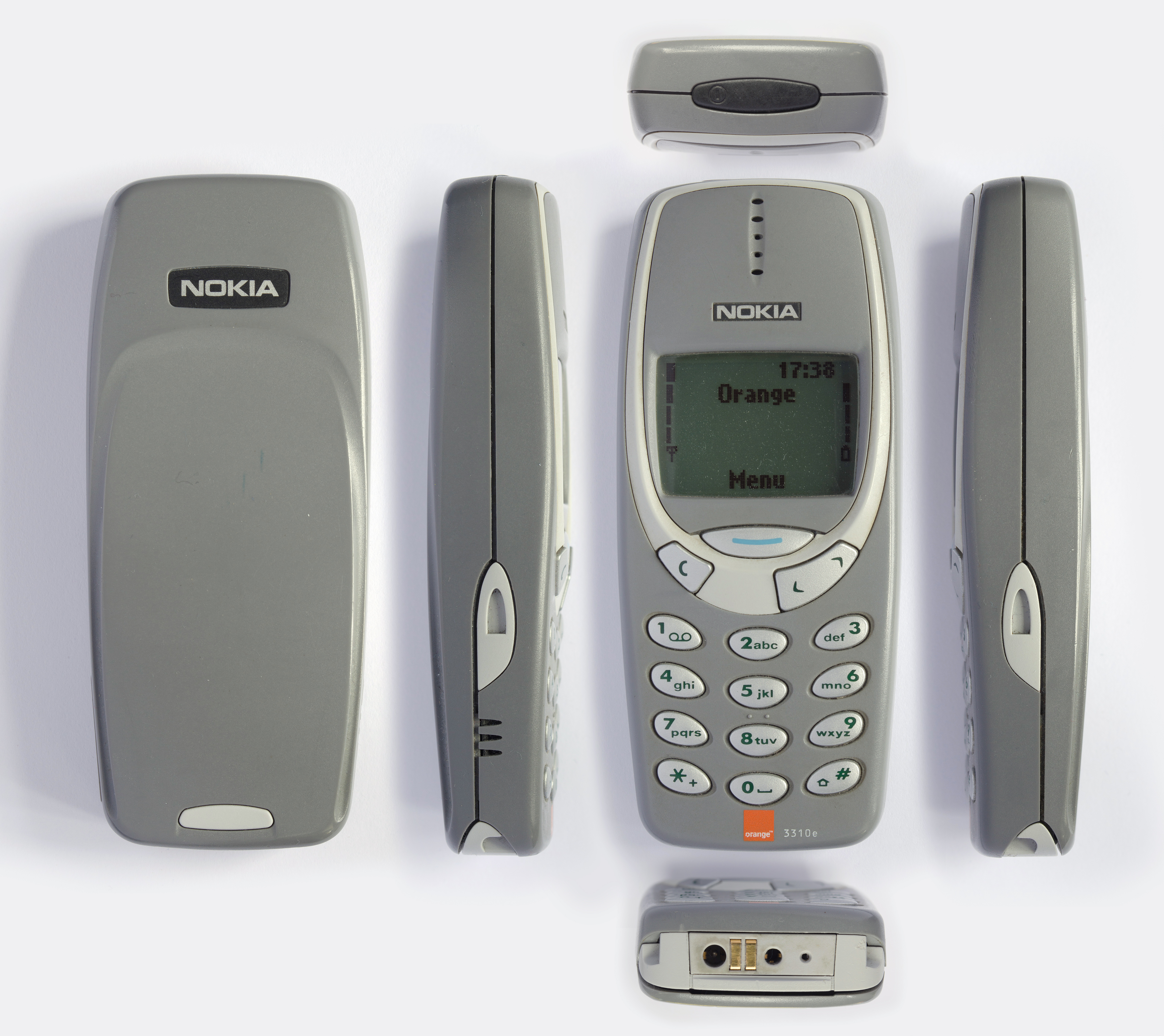
Nokia 3310

## Neues Modell 2017

Nokia 3310 (2017)

Am 26. Februar 2017 stellte HMD auf dem Mobile World Congress in Barcelona ein am Design des originalen 3310 orientiertes Dual-SIM-Mobiltelefon vor. Dieses kommt mit einem Farbdisplay in QVGA-Auflösung (320 × 240) und einem microSD-Speicherkartenslot für bis zu 32 GB. Auch wurde erstmals eine Kamera mit LED-Blitz verbaut, deren Fotos eine Auflösung von zwei Megapixel erreichen. Die Neuauflage des Nokia 3310 wurde im zweiten Quartal 2017 auf den Markt gebracht und kostet rund 60 Euro.